# Acleris conchyloides
Acleris conchyloides (лат.) — вид бабочек из семейства листовёрток. Распространён на юге Приморского края, юге Сахалинской области, южных Курильских островах (Кунашир), в Японии (Хоккайдо, Хонсю), на севере Корейского полуострова и в Китае. Гусеницы встречаются в мае в сплетённых листьях дуба монгольского. Обитают в дубравах, смешанных и широколиственных лесах, с присутствием в них дубов, а также в парках и питомниках. Бабочек можно наблюдать с июня по июль. Размах крыльев 15—17 мм.